# Górnik Łęczna Spółka Akcyjna
O Górnik Łęczna Spółka Akcyjna, abreviado Górnik Łęczna, (GKS Bogdanka), é um clube de futebol polonês da cidade de Łęczna que disputa a 2ª divisão.

## Honras

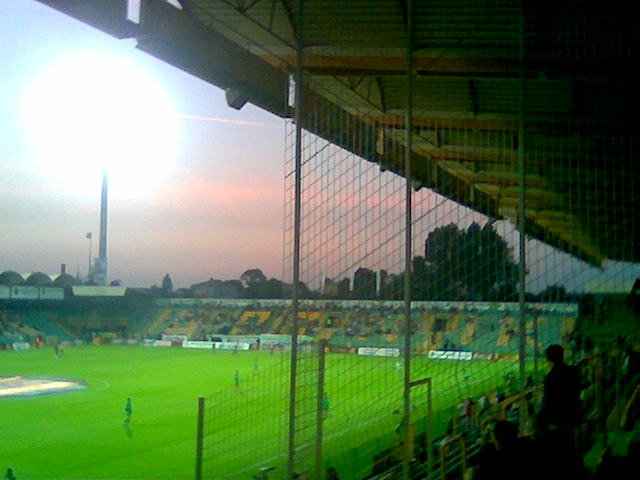
Stadion Górnika Łęczna

- Copa da Polônia (Puchar Polski)
  - Quartas-de-final (1): 2001

## História
Górniczy Klub Sportowy Bogdanka S.A. (Mineração Esporte Clube Bogdanka SA) - poloneses Futebol Clube com base em Łęczna, clube fundado em 20 de setembro de 1979, como a secção de futebol GKS Górnik Łęczna. Em 1 de janeiro de 2007 foi feita a separação da seção masculina de futebol de um múltiplo GKS Górnik Łęczna mineiro e a criação de uma sociedade anónima (Górnika Łęczna S.A.). Esta entidade continua a tradição de seu antecessor. Sob a bandeira associação mineira Leczna GKS permanece ainda a secção de Futebol Feminino. A 18 de fevereiro de 2011 o nome do clube foi mudado oficialmente para Górniczy Klub Sportowy Bogdanka S.A. (Mineração Esporte Clube Bogdanka SA)

## Notáveis jogadores

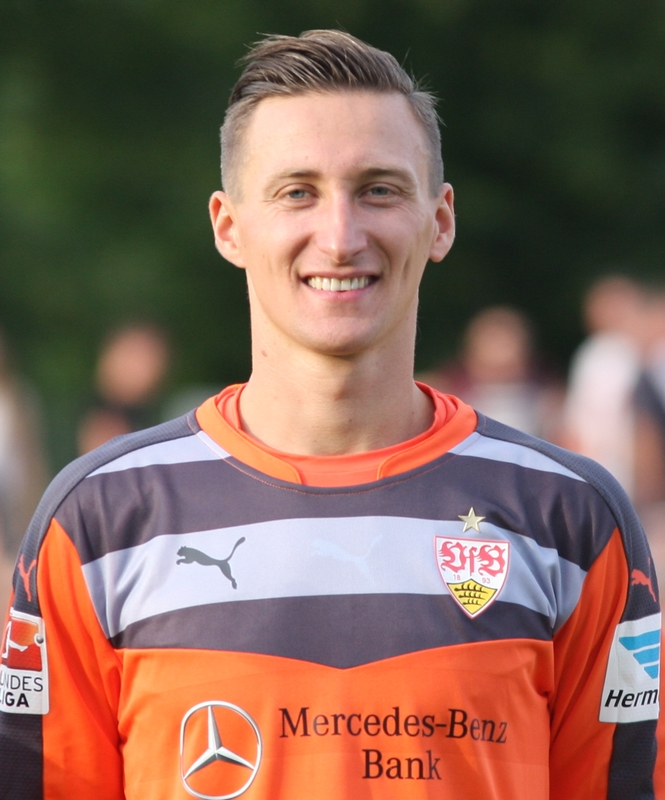
Przemysław Tytoń

Polônia
- Cezary Kucharski
- Przemysław Tytoń